# Smrk Schrenkův
Smrk Schrenkův (Picea schrenkiana) je druh jehličnatého stromu původem z Asie.

## Popis
Jedná se o strom, který dorůstá až 60 m výšky a průměru kmene až 2 m. Borka je tmavě hnědá, v dospělosti rozpraskaná do šupin. Větvičky jsou převislé, mají v prvním a druhém roce žlutošedou až žlutou barvu, později jsou tmavě šedé, lysé nebo pýřité. Jehlice jsou na průřezu široce kosočtverečné, asi 2,5–3 cm dlouhé a asi 1,5 mm široké, na vrcholu špičaté. Samičí šišky jsou jako nezralé zelené nebo purpurové, za zralosti purpurově až tmavě hnědé, válcovité až válcovitě podlouhlé, za zralosti jsou asi 6–11,3 cm dlouhé a asi 2,5–3,5 cm široké. Šupiny samičích šišek jsou za zralosti trojúhelníkovitě obvejčité, asi 1,2–2 mm dlouhé a asi 1,3–1,8 mm široké, na vrcholu zaokrouhlené. Semena mají křídla asi 12–13 mm dlouhá.

## Rozšíření
Smrk Schrenkův je přirozeně rozšířen ve velehorách Asie, především v pohoří Ťan-šan, izolovaně i severní Pamír, a to v SZ Číně (provincie Sin-ťiang), dále Kazachstán a Kyrgyzstán. Ve střední Evropě se s ním potkáme v arboretech.

## Ekologie
Roste v horských lesích v nadmořských výškách 1200–3500 m n. m.